# Albrecht Kossel
Ludwig Karl Martin Leonhard Albrecht Kossel (Rostock, Imperi Alemany, 16 de setembre de 1853 - Heidelberg, 5 de juliol de 1927) fou un metge, bioquímic i professor universitari alemany guardonat amb el Premi Nobel de Medicina o Fisiologia l'any 1910.

## Biografia
Va néixer el 1853 a la ciutat de Rostock, situat a l'actual estat alemany de Mecklemburg-Pomerània Occidental. Fill d'Albrecht Kossel, cònsol de Prússia, va estudiar medicina a la Universitat de Rostock i el 1872 continuà els seus estudis a la Universitat d'Estrasburg, on tingué com a professors Anton de Bary, Wilhelm von Waldeyer, Adolf von Baeyer i Felix Hoppe-Seyler, i es llicencià el 1878.
Va dirigir l'Institut de Fisiologia de Berlín, i posteriorment accedí a la càtedra de fisiologia de la Universitat de Marburg, esdevenint titular de la mateixa a Heidelberg, ciutat on morí el 1927.

## Recerca científica
Interessat en l'àrea de la biologia cel·lular, i seguint els descobriments de Friedrich Miescher, va iniciar a desenvolupar una sèrie d'estudis que el van dur a importants conclusions sobre la síntesi de les proteïnes, destacant la importància dels enzims i intuint el paper dels àcids nucleics en l'herència genètica. Realitzant estudis sobre les nucleïnes va demostrar com aquestes consistien en una porció proteica i una altra no-proteica, descobrint així els àcids nucleics i establint les bases de l'estructura de l'ADN.
L'any 1910 fou guardonat amb el Premi Nobel de Medicina o Fisiologia «per les seves investigacions sobre biologia cel·lular, especialment proteïnes i àcids nucleics».
Posteriorment, i continuant amb la seva recerca, va descriure els seus components, distingint l'adenina, citosina, guanina, timina i l'uracil, així com la histidina i l'agmatina.

## Obres publicades
- Untersuchungen über die Nukleine und ihre Spaltungsprodukte (Investigations into the nucleins and their cleavage products), 1881
- Die Gewebe des menschlichen Körpers und ihre mikroskopische Untersuchung (The tissues in the human body and their microscopic investigation), 1889-1891
- Leitfaden für medizinisch-chemische Kurse (Textbook for medical-chemical courses), 1888
- Die Probleme der Biochemie (The problems of biochemistry), 1908
- Die Beziehungen der Chemie zur Physiologie (The relationships between chemistry and physiology), 1913